# 풍산면
풍산면(豊山面)은 대한민국 전북특별자치도 순창군의 면이다.

## 개요
풍산면(豊山面)은 전북특별자치도 순창군에 위치한 면으로, 지리상 순창군 동남부에 위치하고 동쪽은 섬진강을 경계로 남원시 대강면(帶江面), 서쪽은 금과면(金果面), 북쪽은 순창읍·유등면(柳等面)과 접하며, 남쪽은 전라남도 곡성군 옥과면(玉果面)과 인접하여 전남과 도계를 이룬다. 27번 국도가 면의 중앙부를 관통하여 북으로는 순창IC를 통해 광주대구고속도로를 이용할 수 있으며, 남으로는 옥과IC를 통해 호남고속도로를 이용할 수 있는 교통의 요지이다.
전라북도 최남단으로 전주보다는 광주생활권이다.

## 교육
- 대안학교

| - 머릿돌학교 |

풍산면 우곡리에 위치한다.
- 초등학교

| - 풍산초등학교 |

풍산면 반월리에 위치한다.

## 역사
- 조선시대 전라도 순창군 풍남면(豊南面)·오산면(鰲山面)
- 1895년 음력 윤5월 1일 남원부 순창군[1]
- 1896년 8월 4일 전라북도 순창군[2]
- 1914년 4월 1일 풍남면·오산면을 통합하여 전라북도 순창군 풍산면으로 개편하였다.[3] (12리)

| 조선총독부령 제111호 |                                                                      |
| 구 행정구역          | 신 행정구역                                                          |
| 순창군 풍남면        | 순창군 풍산면 죽곡리, 반월리, 유정리, 죽전리, 금곡리, 삼촌리, 용내리 |
| 순창군 오산면        | 순창군 풍산면 대가리, 두승리, 상촌리, 한내리, 우곡리                 |

## 법정리
- 반월리
- 유정리
- 삼촌리
- 금곡리
- 죽전리
- 우곡리
- 한내리
- 대가리
- 두승리
- 상촌리
- 용내리
- 죽곡리